# Pioneer 5
Pioneer 5 war eine Raumsonde der US-amerikanischen Weltraumorganisation NASA. Im Rahmen des Pioneer-Programms stellte sie eine Einzelmission dar, die neue Technologien erproben und den interplanetaren Raum untersuchen sollte.

## Aufbau

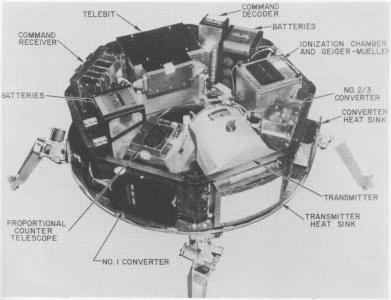
Schematische Übersicht der Instrumente von Pioneer-5

Ursprünglich war geplant, mit der Sonde einen Vorbeiflug an der Venus durchzuführen. Da sich das Startfenster aber schloss, bevor alle technischen Schwierigkeiten gelöst waren, entschied sich die NASA für eine Mission zur Untersuchung des interplanetaren Raums.
Pioneer 5 hatte eine kugelförmige Gestalt mit 66 cm Durchmesser. Nach Entfalten der Solarpaneele hatte sie eine Spannweite von 140 cm. Sie wog 43,2 Kilogramm, wovon 18,2 Kilogramm auf die an Bord befindlichen Instrumente entfielen. Die Sonde hatte mehrere Messinstrumente an Bord, darunter einen Geigerzähler, einen Suchkeulenmagnetometer, einen Mikrometeoritendetektor und einen Proportionalzähler. Die Kommunikation erfolgte über einen 5-Watt- oder einen 150-Watt-Sender, wobei der 5-Watt-Sender als Vorverstärker für den 150-Watt-Sender arbeitete.

## Mission
Nach dem Start wurde Pioneer 5 in eine heliozentrische Umlaufbahn zwischen der Venus und der Erdbahn gebracht. Am 30. April gab es erste Probleme mit der Datenübertragung. Am 26. Juni 1960 brach der Kontakt zur Sonde endgültig ab. Man hatte zum letzten Mal Kontakt mit ihr aus einer Entfernung von 36,2 Millionen Kilometern. Bis zu Mariner 2 stellte dies einen Rekord dar.

## Ergebnisse
Die Mission war ein Erfolg: Pioneer 5 war für eine Lebensdauer von circa einem Monat ausgelegt, die sie weit übertraf. Die neuen Technologien, unter anderem erstmals eine digitale Datenübertragung, wurden erfolgreich getestet. Zudem wurde die Existenz eines interplanetaren Magnetfeldes bestätigt. Darüber hinaus konnte die Sonde Sonnensturmpartikel nachweisen.